# Maîtresse-en-titre

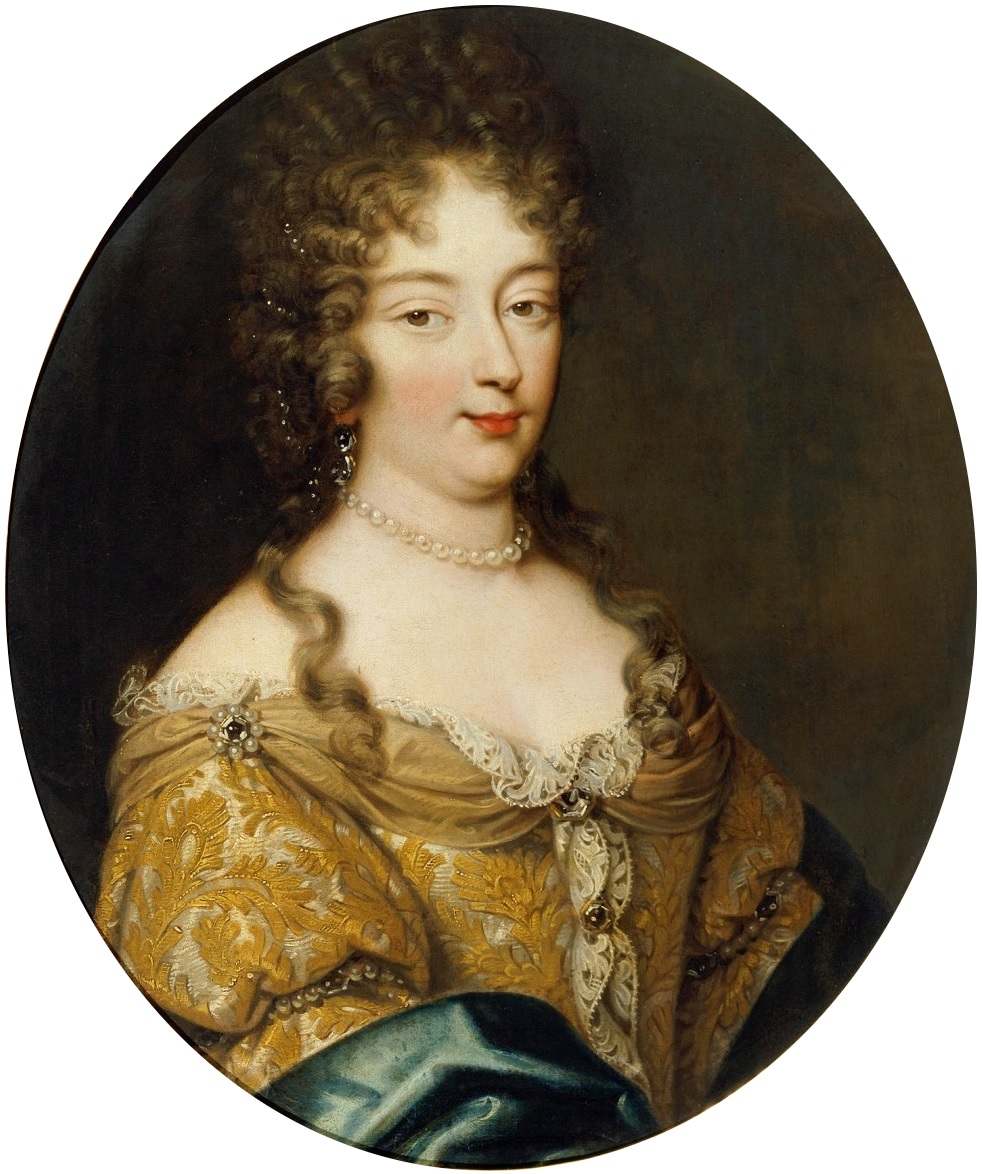
Olympie Manciniová.

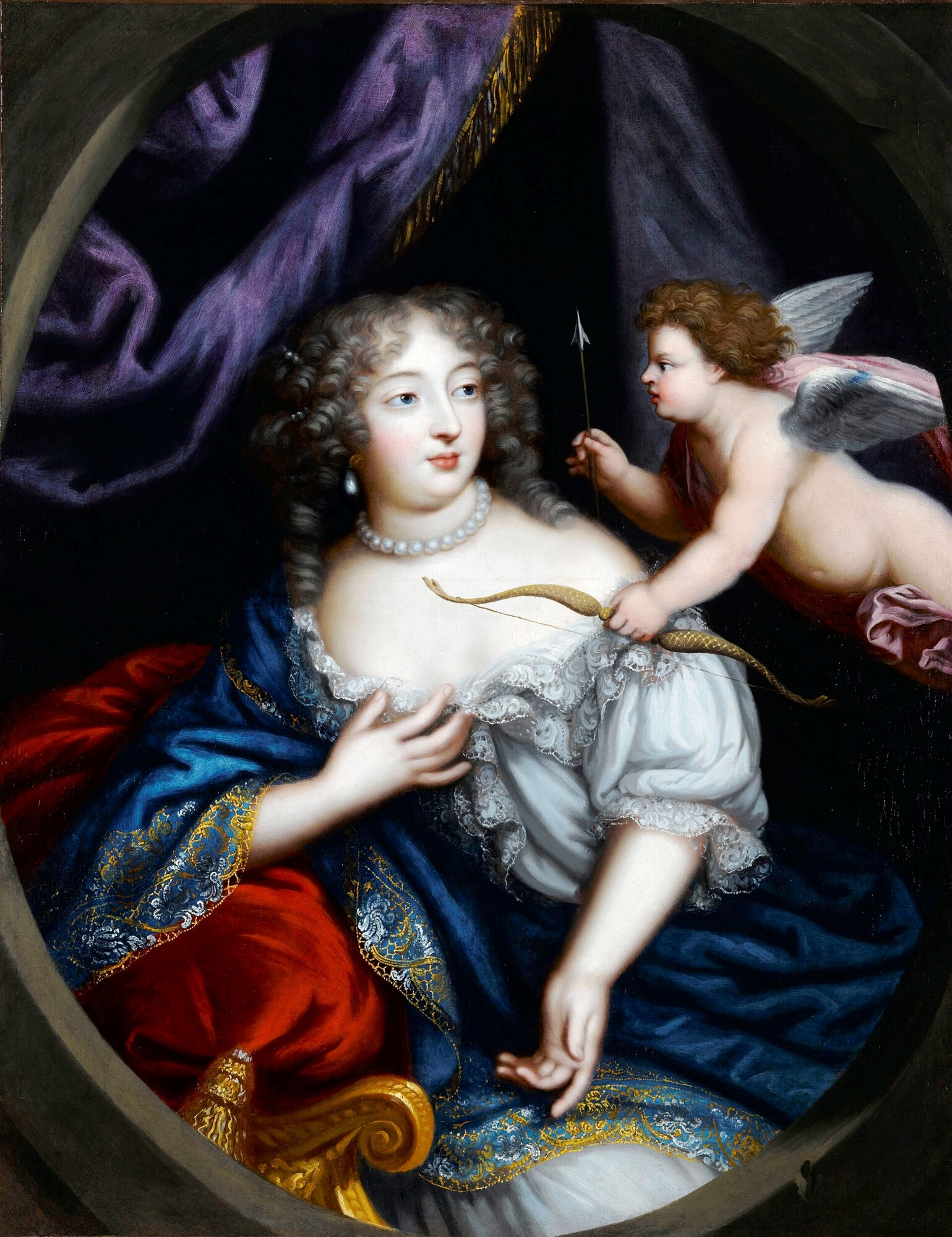
Madame de Montespan.

Madame de Pompadour.

Madame du Barry.

Maîtresse-en-titre byla hlavní milenka francouzského krále. Titul se začal používat za vlády krále Jindřicha IV. Jednalo se o polooficiální pozici s vlastními komnatami. Tato pozice mohla mít značnou moc, protože bylo známo, že některé milenky radily králi, zprostředkovávaly laskavosti, uzavíraly spojenectví a vyjednávaly se zahraničními diplomaty. Naproti tomu titul petite maîtresse byl titulem milenky, která nebyla oficiálně uznána.
Od vlády Ludvíka XIV. byl tento termín často používán, a to jak v překladu ("oficiální milenka"), tak i v původní francouzštině k odkazování na hlavní milenku jakéhokoli panovníka nebo prominentního muže, pokud jeho vztah s ní nebyl tajný, např. Vibeke Kruse, Nell Gwynová, Jeanne Baptiste d'Albert de Luynes, Lola Montezová, Magda Lupescu.

## Francouzské královské milenky s titulemMaîtresse-en-titre
Zatímco milenek mohl mít král mnoho, bylo běžné mít jen jednu oficiální Maîtresse-en-titre. Níže jsou uvedeny příklady osob s touto pozicí. Pro plný seznam všech milenek francouzských králů, ať už s oficiálním titulem milenky, či nikoli, slouží Seznam milenek francouzských panovníků.

### Karel V. Francouzský
- Biette de Cassinel

### Karel VI. Francouzský
- Odetta de Champdivers

### Karel VII. Francouzský
- Agnès Sorel
- Antoinette de Maignelais

### Ludvík XI. Francouzský
- Félizé Regnard
- Marguerita de Sassenage

### František I. Francouzský
- Françoise de Foix
- Anna de Pisseleu d'Heilly

### Jindřich II. Francouzský
- Diana de Poitiers

### Jindřich III. Francouzský
- Louise de La Béraudière du Rouhet
- Renée de Rieux de Châteauneuf
- Marie Klévská

### Jindřich IV. Francouzský
- Diane d'Andoins
- Françoise de Montmorency-Fosseux
- Esther Imbert
- Antoinette de Guercheville
- Gabrielle d'Estrées
- Catherine Henriette de Balzac d'Entragues
- Jacqueline de Bueil
- Charlotte des Essarts

### Ludvík XIV. Francouzský
- Louise de La Vallière (1644–1710)
- Françoise-Athénaïs de Rochechouart de Mortemart
- Françoise d'Aubigné
- Isabelle de Ludres
- Marie Angélique de Scorailles

### Ludvík XV. Francouzský
- Louise Julie de Mailly-Nesle
- Pauline Félicité de Mailly-Nesle
- Diane Adélaïde de Mailly
- Marie Anne de Mailly-Nesle
- Jeanne-Antoinette Poisson
- Jeanne Bécu de Cantigny

### Ludvík XVIII. Francouzský
- Zoé Talon du Cayla